# بحيرة غرينوود
بحيرة غرينوود، هي بحيرة تقع بين الولايات يبلغ طولها حوالي سبعة أميال (12 كم)، على جانبي حدود نيويورك ونيوجيرسي. تقع في بلدة وارويك وقرية بحيرة غرينوود، نيويورك (في مقاطعة أورانج) وفي ويست ميلفورد، نيو جيرسي (في مقاطعة باسايك). ومنها ينبع نهر واناك.
أطلق الأمريكيون الأصليون المانسيون الذين عاشوا هناك اسم كوامبيوم على البحيرة. ثم أسماها الأوروبيون الذين استقروا في المنطقة في القرن الثامن عشر للزراعة وصناعة الحديد، اسم لونغ بوند وفي نهاية المطاف سميت «بحيرة غرينوود».
تم سدها في كاليفورنيا. 1765 بواسطة بيتر هيزنكليفير من الشركة الأمريكية لزيادة حجم البحيرة للطاقة المائية المستخدمة في اتجاه مجرى النهر «الأعمال الحديدية للونغ بوند». لا زال السد الأصلي موجودًا في جزيرة فوكس، تمتد معظم البحيرة شمال خط الولاية. في عام 1837، سدت الشركة المصرفية وقناة موريس البحيرة، ولكن في موقعها الحالي لتزويد بومبتون فيدر في قناة موريس بالمياه. غمرت البحيرة المتضخمة نهر سوكر بروك في الطرف الشمالي، وشكلت الذراع الشرقية، وحاصرت لام ريدج فتكونت جزيرة تشابل، وغمرت الطرف الجنوبي المتطرف، بما في ذلك أجزاء من جدول بيلشر.
بدأت البحيرة الموسعة في جذب السياح. وصلت سكة حديد مونتكلير وبحيرة غرينوود إلى البحيرة في أووستينج حوالي عام 1874، وتم إنشاء مستودع «ستيت لاين» (لاحقًا ستيرلنج فوريست) حوالي عام 1876. (أصبحت هذه السكة الحديدية فيما بعد سكة حديد نيويورك وبحيرة غرينوود، ثم قسم بحيرة غرينوود في سكة حديد إيري.) في الأيام التي كانت فيها البحيرة منتجعاً، عملت العديد من البواخرعلى البحيرة، بما في ذلك شركة أرلينغتون للنقل التابعة لشركة بحيرة غريوود، وميلفورد، وعلى الجانب يلر، مونتكلير، التي بنيت في عام 1876، والتي كان لها طابقان ويقال أنها كانت قادرة على حمل من 200 إلى 400 راكب. كانت هناك أيضًا سفن بخارية أخرى كانت تُدار بشكل خاص، مثل بايونير وأنيتا، وقوارب بخارية أصغر، مثل ويلهيلمينا، وكاري تي، وفرينكليف، التي تديرها فنادق معينة. قابلت هذه القوارب البخارية القطارات وأخذت الركاب إلى المنتجعات المختلفة حول البحيرة في كلتا الولايتين.
هناك منطقة للطيران المائي على البحيرة، وعدد قليل من المراسي الكبيرة والمطاعم على ضفاف البحيرة مع أرصفة. يقع مطار بحيرة غرينوود جنوب البحيرة مباشرةً، ويحتوي على مدرج طويل بما يكفي للتعامل مع الطائرات الصغيرة.
يوجد العديد من المراسي والمطاعم على طول بحيرة غرينوود.
في عام 2011، تم تصوير فيلم «سحر بيلي إيزلي» بطولة مورغان فريمان على طول البحيرة.

## أعمال فنية عن البحيرة
رسم جاسبر فرانسيس كروبسي عدة لوحات لبحيرة غرينوود بداية من عام 1843. رسم كروبسي العديد من اللوحات في المنطقة مثل لوحة الحصاد الأمريكي (1864) وبحيرة غرينوود (1870) وبيت الصياد وبحيرة غرينوود (1877) ومنزل كولي وبحيرة غرينوود (1886). التقى كروبسي ماريا كولي، ابنة إسحاق بي كولي، في عام 1847 ثم تزوجا واستمرا في زيارة المنطقة لسنوات عديدة.
- نيويورك
- مقاطعة أورانج (نيويورك)
- نيوجيرسي

## روابط خارجية
- Official on-line news blog for the Village of Greenwood Lake
- Village website
- "History of Greenwood Lake", Steve Gross